# まなざし (Honey L Daysの曲)
「まなざし」は、日本のロックデュオ・Honey L Daysのメジャー4作目のシングル。

## 概要
- 前作「ありがとう」から約1年ぶりにして、アルバム『伝えたいことがあるから』からの先行シングル。
- 表題曲は山本裕典主演のテレビドラマ『タンブリング』の主題歌に使用され、初のドラマ主題歌を担当した。
- 初の単数形態で発売された。
- 表題曲でテレビ朝日系列『ミュージックステーション』に初出演を果たした[1]。
- オリコンチャート初登場17位、翌週に自身最高の16位を獲得[2]。初のトップ20入りを果たした。
- 表題曲の着うたでのダウンロード件数は100万ダウンロードを記録した[3]。

## 収録曲
| #         | タイトル                                | 作詞            | 作曲            | 編曲                              | ストリングスアレンジ | 時間  |
| --------- | --------------------------------------- | --------------- | --------------- | --------------------------------- | -------------------- | ----- |
| 1.        | 「まなざし」                            | KYOHEI、her0ism | KYOHEI、her0ism | KYOHEI、her0ism、Masataka Kitaura | Koji Igarashi        | 4:21  |
| 2.        | 「It's sweet, so sweet」                | c.close         | KYOHEI          | Takayuki Hijikata                 |                      | 3:47  |
| 3.        | 「まなざし (Instrumental)」             |                 | KYOHEI、her0ism | KYOHEI、her0ism、Masataka Kitaura | Koji Igarashi        | 4:21  |
| 4.        | 「It's sweet, so sweet (Instrumental)」 |                 | KYOHEI          | Takayuki Hijikata                 |                      | 3:45  |
| 合計時間: | 合計時間:                               | 合計時間:       | 合計時間:       | 合計時間:                         | 合計時間:            | 16:14 |

### 解説
1. まなざし
テレビドラマ『タンブリング』のために書き下ろされた楽曲[4]。タイトルは目標や夢に向かって頑張るまっしぐらな人の目をイメージして付けられた。KYOHEIによると既発曲の中で最も男臭い歌詞になっているとのことで、これについて「『タンブリング』の男臭さに負けないよう、歌で煽るぐらいじゃないとダメだと思ったので、普段の切ない歌詞だったり、恋愛でぐだぐだな男子の歌詞にならないよう慎重に言葉選びをした」と語っている[5]。
楽曲に関してもイントロのピアノで優しいイメージになりがちだが、ドラマの出演者たちの演技の後ろで静かに入ってきて感情が高ぶると同時に歌も盛り上がっていくような、そんな曲を担っていなければいけないと思い、アレンジや歌唱は全体的にドラマ性を持たせることを意識して制作された。歌唱法も既発曲だったら2人でハモって歌うようなところも意図してソロやユニゾンで歌っており掛け合いは用いられなかったが、ハモった時の強さが浮き彫りになるようこの楽曲では掛け合いを取り入れられた[5]。
2. It's sweet, so sweet
3. まなざし (Instrumental)
表題曲のインストゥルメンタルバージョン。
4. It's sweet, so sweet (Instrumental)
カップリング曲のインストゥルメンタルバージョン。

## 参加ミュージシャン
Honey L Days
- MITSUAKI：Vocal (#1,2)
- KYOHEI：Vocal (#1,2)

Support Musician
- 中村タイチ：Guitar (#1,3)
- 土方隆行：Guitar (#2,4)
- 須長和広：Bass (#1,3)
- 野崎真助：Drums (#1,3)
- 松井寛：Bass & Drums (#2,4)
- 五十嵐宏治：Piano (#1,3)
- 土屋玲子ストリングス：Strings (#1,3)

## タイアップ
- TBS系列土曜8時枠連続ドラマ『タンブリング』主題歌 (#1)
- TBS系列深夜バラエティ番組『マルさまぁ〜ず』2010年6,7月度エンディングテーマ (#2)

## 収録アルバム
- 伝えたいことがあるから (#1,2)
- Honey L Days 熱うたベスト (#1)
- THE BEST DAYS (#1)
- オトコナキ2 〜挑戦者たちの詩〜 (#1)
- Dramatic Tunes (#1)